# Амуру
Амуру е държава от късната бронзова епоха на територията днешен северен Ливан и северозападна Сирия.
Първите сведения за Амуру са от Амарнския архив, египетски източник от XIV век пр.н.е. Владетелите на Амуру са амореи и признават върховенството на някоя от съседните империи – Египет, Митани и Хетското царство – като често променят сюзерена си. Около 1200 година пр.н.е. държавата Амуру е унищожена от морските народи.

## Списък на известните владетели на Амуру
- Абди-Асирта (около 1380 г. пр.н.е.)
- Азиру (1340 – 1315 г. пр.н.е.)
- Ари-Тешупа (1315 – 1313 г. пр.н.е.)
- Дупи-Тешупа (1313 – 1280 г. пр.н.е.)
- Бентешина (1280 – 1275 г. пр.н.е., първи път)
- Шапили (1275 – 1260 г. пр.н.е.)
- Бентешина (1260 – 1230 г. пр.н.е., втори път)
- Шаушгамува (1230 – 1210 г. пр.н.е.)